# 莉娜·丹恩
莉娜·丹恩（Lena Dunham，1986年05月13日—）是一位美國電影製作人、導演和演員。曾在2010年編寫並執導獨立電影《微型家具》（Tiny Furniture ）。她也是HBO電視影集《女孩我最大》（Girls）的開創人，在2012年因該影集入圍四項艾美獎提名，以及獲得了兩座金球獎。

## 簡歷
丹恩出生於紐約市。父親卡洛·丹恩（Carroll Dunham）是一位畫家，作品風格為「刻意帶有性暗示的流行藝術」；而她的母親洛瑞·席蒙絲（Laurie Simmons）則是一位攝影師和藝術家，透過人偶來創作室內的藝術場景。丹恩的父親是一名新教徒，根據丹恩自己的敘述，她的父親也是五月花号船上人的後裔；而丹恩的母親是猶太人。丹恩的妹妹格雷絲（Grace Dunham）是一位模特兒與布朗大学的學生，她曾在丹恩的第一部電影《創意非小說》（Creative Nonfiction）中出現，也參與了第二部電影《微型家具》的演出。
丹恩曾就讀紐約市布魯克林區的聖安學校（Saint Ann's School），在校內認識了後來與她合作演出《微型家具》和《女孩我最大》的潔麥瑪·珂克（Jemima Kirke）。丹恩之後在2008年從欧柏林学院畢業，在學校內她主修了創意寫作。就讀大學期間她曾在紐約西村的精品店Geminola工作。

## 職業生涯
丹恩的2010年長片電影《微型家具》贏得了西南偏南文化節（SXSW）的最佳敘事長片，之後也在馬里蘭電影節等影展上播映。丹恩在電影中扮演主角奧拉（Aura），奧拉的母親則由丹恩真正的母親洛瑞·席蒙絲（Laurie Simmons）飾演，而丹恩的妹妹格雷絲（Grace Dunham）也在片中扮演奧拉的妹妹。
HBO在2012年初決定拍攝丹恩的原創電視影集《女孩我最大》（Girls），並由賈德·艾帕托（Judd Apatow）擔任執行製作人。影集的前三集在2012年的西南偏南文化節（SXSW）首映後獲得了好評。《女孩我最大》的第一季在2012年4月15日於美國首播，丹恩同時擔綱了演出、編劇和導演。之後她以這齣影集入圍四項艾美奬，並贏得兩座金球獎（最佳喜劇影集、最佳喜劇或音樂影集女主角）。
丹恩在2012年在電影《配角》（Supporting Characters）中友情客串，而演出《微型家具》的艾力斯·卡波夫斯基（Alex Karpovsky）也參與其中。
在2012年10月8日，藍燈書屋以350萬美元的價格簽下了丹恩的第一本書，這是一本名為《不是那樣的女孩：一個年輕女人告訴你她學到了什麼》（Not That Kind of Girl: A Young Woman Tells You What She's Learned）的散文集。2012年12月7日，紐約的八卦部落格網站Gawker刊出了一份長達66頁的丹恩新書企劃，並針對企劃中的許多內容提出批評。丹恩的律師要求網站將企劃內容撤除。

## 私人生活
在2012年，丹恩開始與歡樂（fun.）樂團的主唱傑克·安托諾夫（Jack Antonoff）交往。丹恩是一名女性主義者，她宣稱在美國同性婚姻合法化前將不會結婚。丹恩在兒童時期被診斷出患有强迫症，至今她仍然會服用低劑量的抗抑郁药來減緩焦慮

## 作品

### 電影
| 年份   | 標題       | 原文標題                 | 角色      | 備註                          |
| ------ | ---------- | ------------------------ | --------- | ----------------------------- |
| 2006年 | —          | Dealing                  | Georgia   | 短片 兼編劇、導演             |
| 2007年 | —          | Una & Jacques            | —         | 短片                          |
| 2009年 | 鬼屋禁地   | The House of the Devil   | 911接線生 | 聲音演出                      |
| 2009   | —          | Creative Nonfiction      | Ella      | Also writer, director, editor |
| 2009年 | —          | The Viewer               | 聲音演出  | 短片                          |
| 2009年 | —          | Family Tree              | Lena      | 短片                          |
| 2010年 | —          | Gabi on the Roof in July | Colby     |                               |
| 2010年 | 微型家具   | Tiny Furniture           | Aura      | 兼導演、編劇                  |
| 2011年 | 鬼店另有主 | The Innkeepers           | Barista   |                               |
| 2012年 | 無人行走   | Nobody Walks             |           | 共同編劇                      |
| 2012年 | —          | Supporting Characters    | Alexa     |                               |
| 2012年 | 40惑不惑？ | This Is 40               | Cat       |                               |

### 電視
| 年份       | 標題       | 原文標題                  | 角色           | 備註                                  |
| ---------- | ---------- | ------------------------- | -------------- | ------------------------------------- |
| 2007年     |            | Tight Shots               |                | 主角 兼編劇、導演、剪輯               |
| 2009年     |            | Delusional Downtown Divas | Oona           | 主角 兼編劇、導演、製作人             |
| 2011年     | 幻世浮生   | Mildred Pierce            | 一號護士       | 第一季第一、二集                      |
| 2012年至今 | 女孩我最大 | Girls                     | Hannah Horvath | 主角 兼原創人、導演、編劇、執行製作人 |

## 提名與獲獎
| 年份   | 獎項             | 分類                       | 作品       | 結果 |
| ------ | ---------------- | -------------------------- | ---------- | ---- |
| 2010年 | 哥谭奖           | 最佳總體演出               | 微型家具   | 提名 |
| 2010年 | 哥谭奖           | 突破導演奬                 | 微型家具   | 提名 |
| 2011年 | 獨立精神獎       | 最佳首部劇本               | 微型家具   | 獲獎 |
| 2013年 | 美国导演工会奖   | 喜劇類型最佳導演           | 女孩我最大 | 獲獎 |
| 2012年 | 黃金時段艾美獎   | 最佳喜劇影集               | 女孩我最大 | 提名 |
| 2012年 | 黃金時段艾美獎   | 最佳喜劇影集               | 女孩我最大 | 提名 |
| 2012年 | 黃金時段艾美獎   | 最佳喜劇影集女主角         | 女孩我最大 | 提名 |
| 2012年 | 黃金時段艾美獎   | 最佳喜劇影集編劇           | 女孩我最大 | 提名 |
| 2012年 | 衛星獎           | 音樂或喜劇類影集最佳女演員 | 女孩我最大 | 提名 |
| 2012年 | 電視頻論家協會獎 | 喜劇類個人成就奬           | 女孩我最大 | 提名 |
| 2013年 | 金球獎           | 音樂或喜劇類最佳女演員     | 女孩我最大 | 獲獎 |
| 2013年 | 格蕾西·艾倫獎    | 娛樂影集或特別節目傑出導演 | 女孩我最大 | 獲獎 |